# Omnitrax

Logo der Gesellschaft

OmniTRAX ist die Bezeichnung der Aktivitäten des US-amerikanischen Konzerns von Pat Broe (Broe Group) im Bereich Transport und Verkehr. Die Beteiligungen an den Unternehmen werden über verschiedene Gesellschaften unter anderem Omnitrax Holding und Omnitrax Inc. gehalten. Die Gesellschaft betreibt mehrere Eisenbahngesellschaften in den Vereinigten Staaten und in Kanada sowie den Hafen von Churchill (Manitoba). Dazu kommen noch Leistungen im Bereich Fahrzeugunterhaltung, Spedition, Umschlag und Lagerhaltung.

## Geschichte
1986 erwarb Pat Broe, Eigentümer des Broe-Konzerns, vom in Konkurs befindlichen Zuckerhersteller Great Western Sugar Company die Great Western Railway in Colorado. Dies war der Beginn der Expansion des Konzerns im Eisenbahn- und Transportbereich. Im gleichen Jahr wurde die Tochtergesellschaft Great Western Railway in Oregon gegründet, die die 87 Kilometer lange ehemalige Southern-Pacific-Strecke zwischen Lakeview und Alturas vom Lake County ab 18. Januar 1986 pachtete. Ende 1996 wurde die Pacht von Omnitrax wegen des geringen Transportaufkommens nicht wieder verlängert.
Im Mai 1991 wurde durch die Broe-Tochtergesellschaft Great Western Railway Company of Iowa die Council Bluffs Railway gegründet. Diese betrieb ab diesem Zeitpunkt eine 48 Kilometer lange Rangierstrecke in Council Bluffs.
1991/1992 wurde die Chicago West Pullman Transportation mit sechs Bahngesellschaften (Chicago, West Pullman and Southern Railroad, Manufacturers' Junction Railway, Newburgh and South Shore Railroad, Chicago Rail Link, Kansas Southwestern Railway. Wisconsin and Calumet Railroad, Georgia Woodlands Railroad) übernommen. Die Wisconsin and Calumet Railroad wurde unmittelbar darauf weiterveräußert. Aus der Fusion der Chicago West Pullman Transportation und der Broe-Gesellschaft Railco Inc. entstand Omnitrax.
1992 wurden rund 1.600 km Bahnstrecke von der Atchison, Topeka and Santa Fe Railroad in Kansas erworben. Diese bildeten den Grundstock für die Central Kansas Railway, die zum 1. Januar 1993 den Betrieb aufnahm.
Im folgenden Jahr wurde der Betrieb auf der früheren 50 Kilometer langen ATSF-Strecke zwischen Panhandle und Borger in Texas als Panhandle Northern Railroad aufgenommen. 1994 wurde das Streckennetz der Great Western Railway in Colorado um eine Verbindung nach Fort Collins und 1996 nach Greeley erweitert.
1995 wurde der Betrieb auf der von der CSX gepachteten Strecke der Northern Ohio and Western Railway aufgenommen. 1997 erwarb Omnitrax die kanadischen Gesellschaften Carlton Trail Railway, Hudson Bay Railway und die damit verbundenen Hafen von Churchill und das Tanklager in Churchill. 1998 wurde der Betrieb auf der Okanagan Valley Railway aufgenommen. Nachdem dort der Hauptkunde seine Fabrik schloss, wurde 2009 der Betrieb eingestellt.
2004 erfolgte die Übernahme der kanadischen Kettle Falls International Railway sowie die Pacht von CSX-Strecken durch die Alabama and Tennessee River Railway und die Fulton County Railway. Im folgenden Jahr erfolgte die Übernahme von North American RailNet mit den Bahngesellschaften Georgia and Florida Railway, Illinois Railway und Nebraska Kansas Colorado Railway.
2011 wurde die Stockton Terminal and Eastern Railroad und 2014 die Sand Springs Railway und die Brownsville and Rio Grande International Railway erworben. 2015 wurde die Peru Industrial Railroad von der Stadt Peru und 2016 die Heart of Texas Railroad erworben und als Central Texas & Colorado River Railway weiterbetrieben.
Die Tochtergesellschaft Quality Terminal Service (QTS) bietet seit 1994 verschiedenste Logistik-Dienstleistungen an. Unter dem Namen Alliance Terminal Railroad werden seit 2004 Rangierdienstleistungen in Haslet (Texas) im Auftrag der Omnitrax-Tochter „Quality Terminal Services“ angeboten. Das Unternehmen ist aber kein Teil der Omnitrax-Gruppe.
Am 26. Juli 2019 gab Omnitrax bekannt, dass ein Omnitrax-Unternehmen die Winchester & Western Railroad für 105 Millionen Dollar von der Covia Holdings Corporation erwerben wird. Der Eigentümerwechsel soll noch im dritten Quartal des Jahres 2019 vollzogen werden. Im September 2022 wurde bekanntgegeben, dass Omnitrax die San Luis and Rio Grande Railroad der insolventen Iowa Pacific Holdings erwerben werde. Omnitrax wurde jedoch im November von der Colorado Pacific Railroad überboten.

## Bahngesellschaften im Besitz von OmniTRAX
(frühere Bahngesellschaften sind kursiv geschrieben)
| Name                                             | Reporting mark | Bundesstaat/Provinz                           | Streckenlänge in Kilometer | im Besitz seit | Bemerkung                                                                                               |
| ------------------------------------------------ | -------------- | --------------------------------------------- | -------------------------- | -------------- | --- |
| Great Western Railway of Colorado                | GWRC           | Colorado                                      | 129                        | 1986           | Erwerb aus der Konkursmasse der Great Western Sugar                                                     |
| Great Western Railway of Oregon                  | GWRO           | Oregon                                        | 87                         | 1986           | Pacht der Bahnstrecke Lakeview-Alturas bis 1996                                                         |
| Council Bluffs Railway                           | CBGR           | Iowa                                          | 48                         | 1991           | Betrieb durch die Great Western Railway Company of Iowa, 2006 Verkauf an die Iowa Interstate Railroad   |
| Chicago, West Pullman and Southern Railroad      | CWPS           | Illinois                                      |                            | 1992           | Übernahme von der CWPT, Fusion mit Chicago Rail Link                                                    |
| Chicago Rail Link                                | CRL            | Illinois                                      | 116                        | 1992           | Übernahme von der CWPT, Fusion mit Chicago, West Pullman and Southern                                   |
| Manufacturers' Junction Railway                  | MJ             | Illinois                                      | 10                         | 1992           | Übernahme von der CWPT                                                                                  |
| Newburgh and South Shore Railroad                | NSR            | Ohio                                          | 21                         | 1992           | Übernahme von der CWPT                                                                                  |
| Kansas Southwestern Railway                      | KSW            | Kansas                                        | 447                        | 1992           | Übernahme von der CWPT, 2000 Fusion mit der Central Kansas Railway, 2001 Verkauf an die Watco Companies |
| Georgia Woodlands Railroad                       | GWRC           | Georgia                                       | 28                         | 1992           | Übernahme von der CWPT                                                                                  |
| Central Kansas Railway                           | CKRY           | Kansas                                        | 1090                       | 1992           | Übernahme der Strecke von ATSF, 2000 Übernahme der Kansas Southwestern Railway                          |
| Panhandle Northern Railroad                      | PNR            | Texas                                         | 50                         | 1994           | Übernahme der Strecke von ATSF                                                                          |
| Northern Ohio and Western Railway                | NOW            | Ohio                                          | 40                         | 1995           | Übernahme der Strecke von CSX                                                                           |
| Carlton Trail Railway                            | CTRW           | Saskatchewan                                  | 166                        | 1997           | Übernahme der Strecke von der Canadian National Railway                                                 |
| Hudson Bay Railway                               | HBRY           | Manitoba                                      | 1009                       | 1997           | Übernahme der Strecke von der Canadian National Railway; 2018 verkauft                                  |
| Okanagan Valley Railway                          | OKAN           | British Columbia                              | 75                         | 1998           | Übernahme der Strecke von der Canadian National Railway, 2009 Betrieb eingestellt                       |
| Kettle Falls International Railway               | KFR            | Washington                                    | 214                        | 2004           | Übernahme der Strecke von der BNSF, Abschnitt Chewelah–Columbia Gardens 2018 an Progressive Rail        |
| Alabama and Tennessee River Railway              | ATN            | Alabama                                       | 193                        | 2004           | gepachtete CSX-Strecke                                                                                  |
| Fulton County Railway                            | FCR            | Georgia                                       | 32                         | 2004           | gepachtete CSX-Strecke                                                                                  |
| Georgia and Florida Railway                      | GFRR           | Georgia                                       | 425                        | 2005           | Übernahme von der North American RailNet                                                                |
| Illinois Railway                                 | IR             | Illinois                                      | 70                         | 2005           | Übernahme von der North American RailNet                                                                |
| Nebraska Kansas and Colorado Railway             | NKCR           | Nebraska, Colorado                            | 347                        | 2005           | Übernahme von der North American RailNet                                                                |
| Stockton Terminal and Eastern Railroad           | ST&E           | California                                    | 16                         | 2011           | |
| Sand Springs Railway                             | SS             | Oklahoma                                      | 20                         | 2014           | von einem Industrieunternehmen erworben                                                                 |
| Brownsville and Rio Grande International Railway | BRG            | Texas                                         | 28                         | 2014           | 30-jähriger Betriebsvertrag im Hafen von Brownsville                                                    |
| Peru Industrial Railroad                         | PIR            | Illinois                                      | 2                          | 2015           | von der Stadt Peru erworbene Strecke                                                                    |
| Central Texas and Colorado River Railway         | CTXR           | Texas                                         | 42                         | 2016           | früher Heart of Texas Railroad                                                                          |
| Winchester and Western Railroad                  | WW             | Maryland, West Virginia, Virginia, New Jersey | 160                        | 2019           | von der Covia Holdings Corporation erworben                                                             |
| South Branch Valley Railroad                     | SBVR           | West Virginia                                 | 84                         | 2023           | auf Infrastruktur der West Virginia State Rail Authority                                                |